# Troca de paleta
A troca de paleta é uma prática usada com frequência em videogames, na qual é dada uma paleta diferente a um gráfico que já está em uso para um elemento específico, de forma que este gráfico possa ser reutilizado para representar outros elementos. A paleta diferente dá ao novo gráfico um conjunto único de cores, o que o torna reconhecível e distinto do gráfico original. Esta prática é usada tipicamente para distinguir o primeiro do segundo jogador, para criar hierarquias visuais, e para produzir áreas distintamente diferentes em fases de jogos.
Uma das razões para recorrer à troca de paletas é poupar memória. Em jogos antigos, quando cartuchos eram o principal meio de armazenamento e a memória era pouca e cara, o mesmo sprite podia ser usado várias e várias vezes substituindo apenas a sua paleta. Graças à troca de paletas, um objeto não precisa ser completamente redesenhado, mas apenas implementado com o uso de um objeto antigo. A prática poupa custos de produção e tempo de desenvolvimento.
Em certos casos, como jogos de RPG, trocas de paleta são usadas para representar o status de um personagem. Exemplos notáveis incluem Final Fantasy, no qual o personagem envenenado aparece em uma coloração roxa. Em contraste, os personagens principais de Breath of Fire II (1996) ocasionalmente têm suas paletas substituídas para indicar um aumento de suas respectivas estatísticas. Em The Legend of Zelda: Twilight Princess, as cores de áreas inteiras no mapa eram alternadas para monocromáticas, com tons de amarelo e roxo em algumas partes. Isto é denominado "Twilight" no jogo, e, assim que o jogador obtém certos objetos, o ambiente volta a sua cor natural. Mais geralmente, trocas de paleta eram comuns em jogos esportivos antigos, onde o esquema de cor dos jogadores oponentes era usado para diferenciar entre equipes.